# Asad ibn 'Abd Allah al-Qasri
Asad ibn ʿAbd Allāh ibn Asad al-Qasrī (arabo ﺍﺳﺪ ﺑﻦ ﻋﺒﺪالله ﺑﻦ ﺍﺳﺪ ﺍﻟﻘﺴﺮﻱ; ... – Balkh, febbraio 738) è stato un funzionario e generale arabo omayyade.
Capace funzionario omayyade, ricoprì importanti cariche governatorali nell'amministrazione all'epoca del califfo Hishām b. ʿAbd al-Malik.
Discendente di un'importante famiglia araba e fratello del governatore d'Iraq, Khālid b. ʿAbd Allāh al-Qasrī, Asad ottenne la prima nomina a Wālī nel 724, dopo il disastroso "Giorno della sete" in cui i Turchi Turgesh avevano inflitto una pesante disfatta alle forze omayyadi in Transoxiana, mantenendo la carica fino al 727.
Asad si adoperò per riconciliare i Sogdiani di Transoxiana con i musulmani, avviò riforme fiscali atte a placare il grave malcontento delle popolazioni indigene convertite all'Islam (mawālī) ma ancora gravate delle imposte cui erano invece tenuti i sudditi "protetti" (jizya e kharāj) e s'impegnò a rafforzare le relazioni con molti nobili del posto che, grazie a lui, cominciarono ad abbracciare la religione dei conquistatori. Le sue spedizioni militari nel corso del suo primo governatorato ebbero come obiettivo in gran parte la riottosa nobiltà locale, evitando con cura un diretto confronto coi Turchi Turgesh.
Dopo essere stato rimosso da Governatore, i suoi successori rovesciarono del tutto la sua linea politica di riconciliazione, provocando una ribellione anti-araba su vasta scala tra i Sogdiani.
Una nuova disfatta si ebbe anche contro i Turgesh nella battaglia della strettoia, da cui derivò il collasso pressoché generale delle posizioni arabo-islamiche in Transoxiana e la propagazione nello stesso Khorasan della rivolta, per opera del murgita al-Harith ibn Surayj.
Nominato una seconda volta Governatore del Khorasan a fine 734, Asad portò truppe siriane fresche nella sua provincia e tentò di metter fine alla rivolta di Ibn Surayj nel 735–736, sebbene il capo ribelle stesso riuscisse a sfuggire alla cattura. Una spedizione in Khuttal nel 737 provocò l'intervento del Kaghān Turgesh Su Lu alla testa di un esercito. Malgrado un iniziale rovescio arabo e la conseguente invasione Turgesh del Khorasan, Asad riuscì a infliggere una disfatta al Kaghān in persona nella battaglia di Kharīstān e a respingere l'esercito Turgesh nei suoi territori.
Malgrado la morte pochi mesi dopo di Asad, questo successo fu strumentale per salvaguardare il ruolo islamico nell'Asia centrale, facilitato dalla morte del Khagān, assassinato pochissimi mesi dopo lo scontro a Kharīstān, che trascinò con sé nella rovina il potere Turgesh. Allo stesso tempo la politica conciliante di Asad verso le popolazioni del posto comportò la loro accettazione del governo musulmano e l'islamizzazione dell'Asia centrale.

## Origine
Asad era un membro del clan dei Qasr clan, un sottogruppo dei B. Bajīla. Il suo bisnonno, Asad ibn Kurz al-Qasrī sarebbe stato, secondo alcune tradizioni, il Sayyid dei Bajīla ai tempi del Profeta e ne sarebbe diventato presto Compagno. Altre tradizioni, tuttavia, ostili alla famiglia, affermano (secondo una trita "accusa" dei musulmani) che egli fosse ebreo e uno schiavo fuggito al proprio padrone. Il nonno di Asad, Yazīd, fu uno dei primi importanti sostenitori degli Omayyadi nella Prima Fitna che condusse alla battaglia di Ṣiffīn, mentre il padre di Asad, ʿAbd Allāh, seguì la causa di ʿAbd Allāh b. al-Zubayr nella Seconda Fitna, ma fu infine perdonato dal Califfo ʿAbd al-Malik (reg. 685–705).

## Primo governatorato del Khorasan

Cartina del Khorasan e della Transoxiana nell'VIII secolo

Nel 724, immediatamente dopo l'ascesa al califfato di Hisham ibn 'Abd al-Malik (reg. 724–743), il fratello di Asad, Khalid al-Qasri, fu nominato Governatore d'Iraq, con potestà sull'intero Oriente islamico, che egli esercitò fino al 738. Khālid nominò il fratello Governatore del Khorasan e i due fratelli, come dice Patricia Crone,divennero così "tra i più importanti uomini del periodo marwanide".

L'arrivo di Asad a Balkh avvenne in un grave momento per la provincia: il suo predecessore, Muslim ibn Sa'id al-Kilabi, aveva infatti concluso nel peggiore dei modi una campagna militare contro la Valle del Ferghana, subendo una pesante sconfitta nel cosiddetto "Giorno della sete", ad opera dei Turchi Turgesh e dei principati sogdiani di Transoxiana, insorti contro il prepotente dominio islamico.
Come ha scritto lo storico H.A.R. Gibb, questa disfatta musulmana "contrassegna un periodo nella storia delle conquiste arabe. Essa fu in pratica l'ultima spedizione aggressiva degli Arabi in Transoxiana per quindici anni, ma di assai maggiore importanza fu il colpo inferto al prestigio arabo. I ruoli furono rovesciati; da quel momento in poi gli Arabi si trovarono sulla difensiva e furono gradualmente espulsi dalla maggior parte di ogni distretto al di là dell'Oxus". In questa situazione, Asad seguì una politica di consolidamento e di limitata attività militare, attento a rafforzare il controllo musulmano sui locali potentati minori ed evitando un diretto confronto col più importante nemico dei musulmani, i Turgesh. Così nel 107 E. (725 o 726) Asad effettuò una campagna militare contro Namrūn, re dell'al-Gharshistān (NE di Herat), che egli forzò alla sottomissione e alla conversione, prima di soggiogare la regione del Ghūr (Afghanistan centrale). L'anno successivo, Asad scese in campo contro il Principato di Khuttal, in Ṭokhāristān, dove si scontrò col Khagān, chiamato in soccorso dal locale governante, al-Sabal. Una tradizione afferma che egli si sia dovuto ritirare al di qua dell'Oxus e che abbia combattuto con successo in Ghūr l'anno dopo, ma secondo un'altra tradizione avrebbe subito una pesante sconfitta per mano dei Turgesh. Comunque siano andate le cose, le imprese belliche di Asad ebbero un successo solo moderato e, cosa più importante, non riuscirono ad avere la meglio sul crescente potere dei Turgesh, che con l'appoggio dei principi del luogo, minacciò di espellere gli Arabi al di qua dell'Oxus.
Allo stesso tempo, Asad provò a riconciliare al governo omayyade la popolazione indigena esasperata dalle inique tassazioni cui era sottoposta, sperando d'impedirne il sostegno ai Turgesh. Continuò la politica del suo predecessore di nominare uomini noti per la loro onestà come agenti del fisco (ʿāmil, pl. ʿummāl). Le sue riforme tentarono di arrestare la discriminazione di cui erano vittime i mawālī, i convertiti del posto all'Islam, mettendo fine all'esazione della jizya a loro carico. Questa misura trovò la veemente contrarietà degli Arabi insediati in Khorasan, che vedevano diminuire drasticamente i loro introiti, ma secondo Khalid Yahya Blankinship "ciò può aver aiutato a scoraggiare i Turchi per un paio d'anni dal trascinare i Transoxiani musulmani dalla loro parte". A dispetto degli sforzi di Asad e dalle sue buone relazioni con i locali proprietari terrieri iranici, i dehqān, il livello di tassazione rimase un pesante fardello per le popolazioni assoggettate, e l'avidità e la crudeltà dei percettori delle imposte arabi e iranici significò la trasformazione del Khorasan in terreno fertile per lo Sciismo e per la daʿwah abbaside. Tra i nobili locali, si dice che Asad abbia convertito Saman Khuda, l'eponimo della dinastia Samanide che governerà in seguito quelle regioni, dapprima come vassalla dei Tahiridi e poi in prima persona, soggetta al formale potestà del Califfato abbaside. Il figlio primogeniti di Saman sarebbe stato chiamato Asad proprio in onore del Governatore.

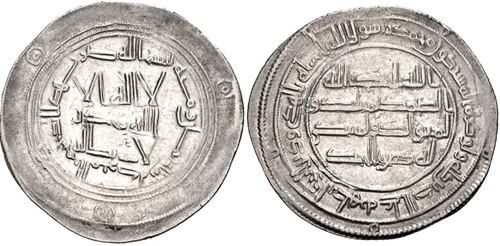
Silver Dirham argenteo in nome di Hishām ibn ʿAbd al-Malik, coniato a Balkh nel 108 E. (726 o 727).

Nel 726 Asad ricostruì la città capitale di Balkh, che era stata distrutta da Qutayba ibn Muslim in seguito a una rivolta, e vi trasferì la guarnigione araba dalla vicina Barūqān. Asad riprese, domo circa un decennio, la pratica di spedire inviati alla corte cinese. Questa mossa viene messa in collegamento, ovviamente, con la minaccia rappresentata dai Turgesh, dal momento che essi erano vassalli dei Cinesi e considerati dai Transoxiani come agenti dell'Imperatore cinese, inviati per liberarli dal giogo arabo. Si dice anche che avesse edificato il villaggio di Asadābād, presso Nishapur, che i suoi discendenti tennero fino all'età tahiride.
Asad fu rimosso dalla sua carica nel Ramadan del 109 E. (dicembre 727 o gennaio 728), quando in un impeto di collera egli aveva fatto frustare in pubblico i rappresentanti delle quattro principali tribù arabe in Khorasan, gli Ahl al-'Aliya, gli Azd, i Tamīm e i Bakr. Il Califfo Hishām pretese le sue dimissioni e nominò come suo vice al-Hakam ibn 'Awana al-Kalbi. Asad tornò quindi dal fratello in Iraq.

## Secondo governatorato del Khorasan
Asad fu sostituito da Ashras b. ʿAbd Allāh al-Sulamī (727–730). Dapprima egli proseguì la politica di conciliazione di Asad, ma poi l'abbandonò, causando lo scoppio di una ribellione su vasta scala in Transoxiana, che, abbinata ai rinnovati attacchi dei Turgesh, ridusse la presenza arabo-islamica a Samarcanda e al suo circondario. Ashras riuscì a riprendere Bukhāra ma il suo successore, al-Junayd b. ʿAbd al-Raḥmān al-Murrī, dovette subire una pesante disfatta nella battaglia della strettoia nel 731, che mutilò l'esercito khorasanico.
Dall'epoca della morte di al-Junayd nel 734, il controllo dei musulmani sulla Transoxiana s ridusse a Bukhāra e a parti del Ṭokhāristān. Tali disfatte militari, le prolungate lamentele nei confronti del califfato omayyade e la violenta requisizione di alimenti da parte di al-Junayd durante la carestia del 733, condussero all'esplosione di una ribellione ai primi del 734, guidata da al-Ḥārith b. Surayj. L'insurrezione di al-Ḥārith coinvolse sia gli Arabi sia i principati locali iranici e turchi, soprattutto i principati finora fedeli del Ṭokhāristān e si diffuse rapidamente, coi rivoltosi che riuscirono a conquistare Balkh.
Il nuovo Governatore, ʿĀṣim b. ʿAbd Allāh al-Hilālī, riuscì a controllare l'avanzata di al-Ḥārith sulla capitale Marw e lo costrinse ad accettare i termini della resa. La posizione di ʿĀṣim rimase tuttavia precaria, tanto che egli scrisse al Califfo, chiedendogli che il Khorasan fosse posto ancora una volta sotto l'autorità dell'Iraq, che fosse nominato un nuovo Governatore e un sostanziale rafforzamento della provincia con l'invio di truppe scelte siriane. Hishām accettò quelle raccomandazioni e istruì il Governatore d'Iraq, Khalid al-Qasri, affinché mandasse di nuovo Asad alla guida della provincia del Khorasan. Ai primi del 735, al-Ḥārith riprese la sua ribellione. Questa volta, sia a causa delle pressioni di simpatizzanti locali del ribelle a Marw, sia come espediente per guadagnare tempo in attesa dell'arrivo di Asad, ʿĀṣim concordò una tregua con al-Ḥārith, in cui egli promise anche di sostenere le richieste del capo ribelle contro il Califfo.
Così, all'inizio del 735, Asad giunse la seconda volta per assumere il governatorato del Khorasan, stavolta accompagnato però da 20 000 soldati siriani, secondo lo storico musulmano dell'XI secolo Gardizi. Egli imprigionò ʿĀṣim per appropriazione indebita di denaro e per non essere riuscito a reprimere la ribellione, e immediatamente scese in campo contro di loro. Subito ebbe la meglio sull'avversario, in una successione di scontri vittoriosi, anche se pagati a duro prezzo, contro i seguaci di al-Ḥārith. Il successo di Asad fu aiutato dalle sue antiche relazioni personali con i capitribù arabi locali, come pure dalle continue diatribe intertribali: dal momento che qaysiti (o Yemeniti) erano ostili al mudarita al-Ḥārith, quest'ultimo poteva contare appieno solo sul sostegno garantitogli dalla sua gente, tant'è vero che i Rabīʿa, tradizionali antagonisti della tribù dei Tamīm di cui al-Ḥārith faceva parte, presto disertarono.
Asad divise le sue forze, inviando Kufani e Siriani al comando di ʿAbd al-Raḥmān ibn Nuʿaym al-Ghāmidī verso Marw al-Rudh, in cui era stanziato il grosso dell'esercito di al-Ḥārith, mentre egli stesso marciava coi Basrioti e le restanti forze khorasaniche contro le fortezze di Āmul e Zamm. Le forze ribelli ad Āmul si arresero e furono perdonate, e la guarnigione di Balkh seguì la stessa sorte poco dopo. Al-Ḥārith stesso abbandonò Marw al-Rūdh e si ritirò al di là dell'Oxus, verso oriente, prima dell'arrivo di ʿAbd al-Raḥmān, cercando opportuno rifugio in quelle regioni assieme ai principi del Ṭokhāristān. Col loro aiuto, egli pose sotto assedio il maggior punto di transito sull'Oxus a Tirmidh. Di fronte alle forze di al-Ḥārith, le truppe di Asad non erano in condizione di attraversare l'Oxus e si ritirarono su Balkh. Tuttavia la guarnigione di Tirmidh provò ad affrontare Ibn Surayj, che allora si ritirò ancora più a est, verso le protettive montagne del Badakhshān. Asad, a seguito di tale successo, persuase anche la guarnigione di Zamm ad arrendersi, promettendo amnistia e doppio soldo, per guidare poi una spedizione per riconquistare Samarcanda, perduta nel prosieguo della sconfitta della Strettoia. Fallì però in questo tentativo e tornò a Balkh dopo aver distrutto le chiuse dei canali d'irrigazione della città.
L'anno dopo, il 736, le forze di Asad ripulirono le montagne dell'Alto Ṭokhāristān dai superstiti seguaci di al-Ḥārith. Molti di questi, compresi alcuni parenti di al-Ḥārith restarono bloccati nella fortezza di Tabushkhān dal sottoposto di Asad Judayʿ b. ʿAlī al-Kirmānī assieme a 6 000 uomini, finché essi non si arresero. Secondo Ṭabarī, 400 di essi furono giustiziati, mentre i restanti - inclusi donne e bambini - furono ridotti in schiavitù.
Nell'anno stesso, Asad spostò la capitale del Khorasan a Balkh. Questa decisione dipese da un certo numero di fattori: Balkh era stata la tradizionale capitale fin dall'epoca preislamica ed era rimasta tale agli occhi della popolazione locale; era vicina al Ṭokhāristān, in cui Asad aveva concentrato le sue attività militari e in essa erano infine residenti importanti personalità siriane, allontanate dalla politica settaria degli Arabi khorasanici di Marw. In quel tempo Asad catturò e fece crocifiggere uno dei leader del movimento alide in Khorasan della Hashimiyya, ʿAmmr b. Yazīd, noto come Khidash.
Nel 737, Asad guidò ancora le sue truppe a nord dell'Oxus, in una campagna di ritorsione contro il Khuttal, il cui principe s'era alleato con al-Ḥārith b. Surayj e i Turgesh. Mentre Asad conquistava alcune fortezze e depredava le terre, il Reggente del Khuttal, Ibn al-Ṣāʾijī, chiese aiuto al Khagān Turgesh Su Lu. L'esercito turco colse di sorpresa le truppe arabe ampiamente disperse nella loro azione di depredamento del territorio, e li indusse a fuggire precipitosamente verso il confine rappresentato dall'Oxus. I Turgesh li tallonarono da presso e nella battaglia del Bagaglio ne predarono il bagaglio ricco di bottino e di prede umane, che Asad aveva mandato avanti a scopo inutilmente precauzionale.
Il tempestivo arrivo del grosso delle truppe di Asad salvò il rimanente bagaglio al seguito, prima che entrambe le parti si ritirassero nei loro quartieri invernali. Il Khagān rimase una minaccia per gli Arabi, visto che si fermò in Khorasan anziché ritirarsi verso nord, e al-Ḥārith poté quindi uscire dal suo nascondiglio e unirsi a lui.
Ibn Surayj consigliò a quel punto il Khagān di sfruttare la dispersione delle forze musulmane nei loro quartieri d'inverno, e riprese la sua avanzata. Ai primi di dicembre Su Lu guidò i suoi guerrieri, circa 30 000, compresi alcuni contingenti praticamente di ogni realtà istituzionale della Transoxiana e dell'Alto Ṭokhāristān. Costoro oltrepassarono Balkh e marciarono alla volta del Gūzgān, sperando di farsi affiancare dai principi eftaliti del basso Ṭokhāristān. In questo i Turgesh però fallirono, dal momento che il re del Gūzgān si unì ad Asad, che stava avvicinandosi con tutte quelle forze che aveva potuto radunare.
L'avanzata di Asad colse alla sprovvista il Khagān e al-Ḥārith; Asad piombò loro addosso sul fiume Kharīstān, mentre i loro effettivi non superavano i 4 000 uomini, essendo gli altri soldati occupati a razziare alimenti per gli uomini e foraggio per i cavalli. Nella conseguente battaglia di Kharīstān, Asad mise in rotta i Turgesh. Ibn Surayj e il Khagān a stento sfuggirono alla cattura e fuggirono verso nord, al di là dell'Oxus. I distaccamenti Turgesh a sud dell'Oxus furono quasi completamente annichiliti da Judayʿ b. ʿAlī al-Kirmānī, mettendo fine alle minacce dei ribelli e dei Turchi in Khorasan.
Dopo questa vittoria sui Turgesh, Asad effettuò una spedizione contro Badr Ṭarkhān, probabilmente un principe di Bāmiyān, nel Ghūr, che nel trambusto dell'anno precedente aveva colto l'opportunità di conquistare il Khuttal. La spedizione ebbe successo e il Khuttal tornò sotto influenza araba. Poco dopo, nel febbraio del 738, Asad moriva a Balkh dopo una breve malattia al ventre, che fa sospettare una forma di peritonite. Jaʿfar ibn Ḥanẓala al-Bahrānī gli succedette provvisoriamente fin quando, nel luglio, Naṣr b. Sayyār fu nominato nuovo Governatore.

## Retaggio
Il secondo governatorato di Asad fu di cruciale importanza per il futuro dell'Asia centrale. La sua vittoria a Kharīstān stornò il probabile collasso della presenza islamica e mise fine alla minaccia dei Turgesh sul Khorasan e la Transoxiana. Come scriveva Gibb, essa non fu soltanto "il punto cruciale di svolta delle fortune degli Arabi in Asia centrale, ma dette il segnale della caduta del potere Turgesh". La sconfitta del Khagān fu una seria ferita inferta al suo prestigio, incoraggiando i suoi rivali locali, sostenuti segretamente dalla Cina, ad assassinarlo nella primavera del 738. Il regno dei Turgesh piombò nella guerra civile, lasciando i musulmani senza un serio oppositore nella regione. Allo stesso tempo, le ottime relazioni personali di Asad con l'aristocrazia locale rafforzò i legami di quest'ultima col governo arabo. Come Gibb scriveva: "fu abile nell'attirare dalla sua parte molti di questi elementi più influenti nel Basso Ṭokhāristān e nei territori eftaliti in gran parte, di fatto, grazie al successo della sua lotta contro i Turchi".
La sua influenza comportò la conversione all'Islam dii numerosi governanti locali, come Sāmān Khudā (eponimo dei Samanidi) e forse anche Barmak (capostipite dei Baremecidi). Anche se "praticamente confinato alle classi dominanti" e limitato ai territori sotto diretto controllo arabo, Gibb attribuisce ad Asad il merito di aver avviato un processo di "autentica riconciliazione". Per queste realizzazioni egli fu onorato grandemente dalle successive generazioni, come attestato dal lavoro del X secolo dello storico di Bukhāra Narshakhī.
Il suo successore, Naṣr ibn Sayyār, riuscì a restaurare la posizione araba in gran parte della Transoxiana grazie all'opera di Asad. Le preminenza islamica in Asia centrale avrà poi modo di essere consacrata dalla vittoriosa Battaglia del Talas del 751 e dalla fine dell'influenza cinese dopo lo scoppio della ribellione di An Lushan.